# 费利克斯·费尔南德斯
费利克斯·费尔南德斯（西班牙語：Félix Fernández，1967年1月11日—），墨西哥男子足球运动员，司职守门员。他曾代表墨西哥国家队参加1994年国际足联世界杯，结果队伍止步十六强赛。